# Pšovka
Pšovka (v místním nářečí Šopka) je říčka v severní části středních Čech, pravostranný přítok Labe. Je dlouhá 31 km. Plocha jejího povodí měří 158 km².

## Průběh toku
Potok pramení v nadmořské výšce 308 m na území obce Blatce v českolipském okrese pod hradem Houska v Houseckém dole v nadmořské výšce asi 310 m a svým tokem, směřujícím od severu k jihu, vytváří v pískovcových horninách Kokořínský důl, hlavní osu jihovýchodní části CHKO Kokořínsko – Máchův kraj . Protéká zde Konrádovským a Kokořínským dolem, kde zásobuje vodou řadu rybníků a tůní, z nichž nejznámější je Harasov s koupalištěm. Po jeho opuštění se u Mělnické Vrutice stáčí k západu a protéká městem Mělníkem, v jehož místní části Pšovce v nadmořské výšce 156 m ústí do Labe.
Vzhledem k příhodným geologickým podmínkám a minimálnímu znečištění sídelními a hospodářskými odpadními vodami je oblast středního povodí Pšovky, zvláště pak jejího levého přítoku Řepínského potoka, významným vodárenským zdrojem. Z podzemních vrtů se zde jímá pitná voda pro velkou část okresů Mělník a Kladno, rovněž i pro část Prahy.

### Přítoky
- zprava – Žebrák
- zleva – Řepínský potok

## Chráněná území
Části nivy jsou od roku 1996 součástí významné přírodní rezervace Mokřady Liběchovky a Pšovky, zapsané jako lokalita chráněného mokřadu v Ramsarské úmluvě. Oblast mokřadů u pramenů potoka byla v roce 1995 vyhlášena jako přírodní památka Prameny Pšovky. Oblasti na dolním toku u Mělníka jsou chráněné jako národní přírodní památka Polabská černava a přírodní památka Dolní Pšovka.

## Vodní režim
Průměrný průtok u ústí činí 0,78 m³/s.
Pšovku dnes lze v části dolního toku považovat za občasný tok kvůli nadměrným odběrům středočeských vodáren v Mělnické Vrutici. Proto vznikla i petice, která má za cíl stávající situaci zlepšit.[zdroj?]

## Mlýny
Mlýny jsou seřazeny po směru toku řeky.
- Hlučovský mlýn – Jestřebice, okres Mělník, kulturní památka
- Vodní mlýn Mlčeň – Kokořínský Důl, okres Mělník, kulturní památka
- Mlýn Kroužek – Nebužely, okres Mělník, kulturní památka
- Vodní mlýn Štampach – Střemy, okres Mělník, kulturní památka
- Polabský mlýn – Pšovka, okres Mělník, kulturní památka

## Galerie

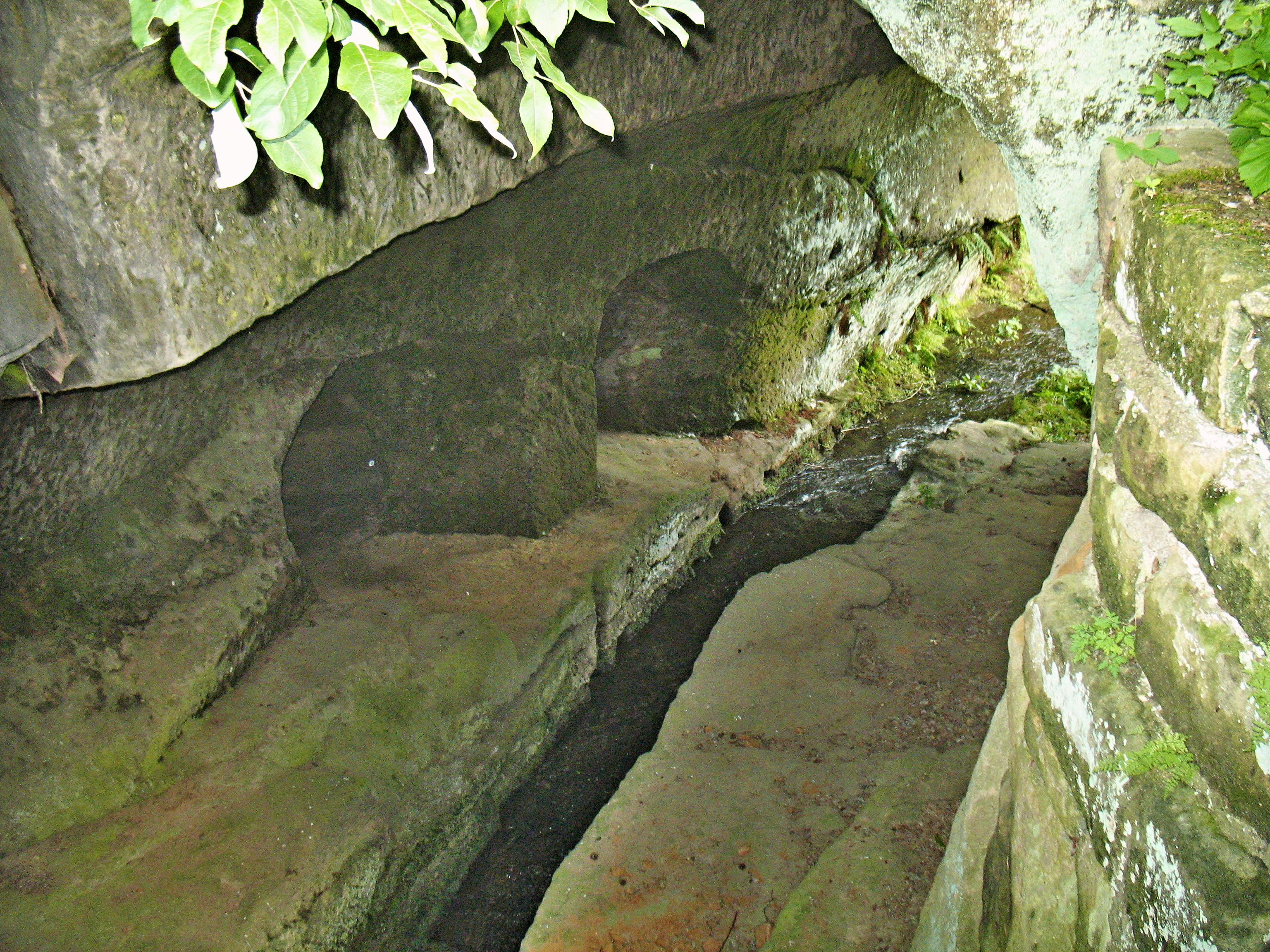
Průtok tunelem Skalního (Tubožského) mlýna v Tuboži
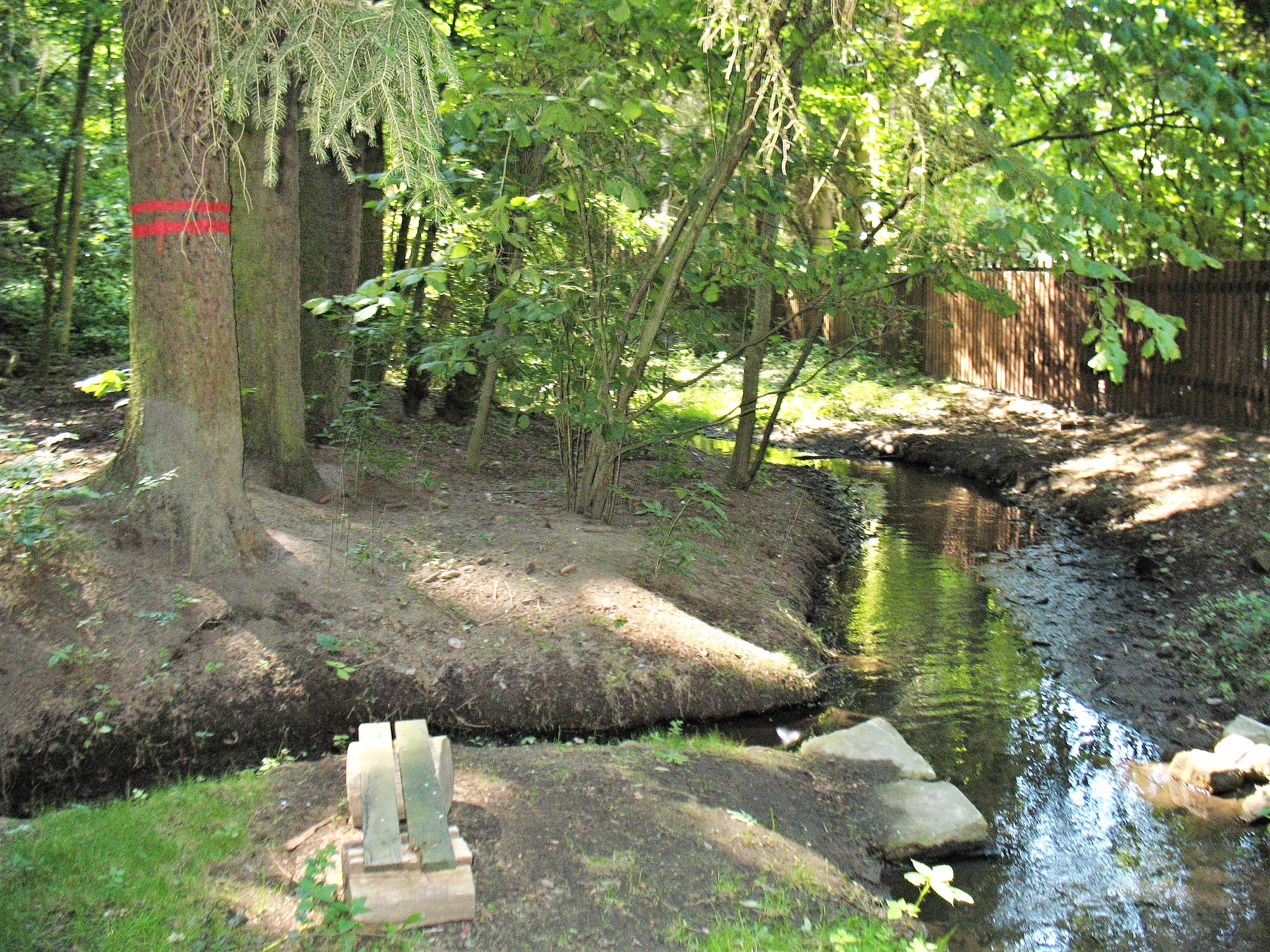
Horní tok Pšovky v Konrádově na Českolipsku
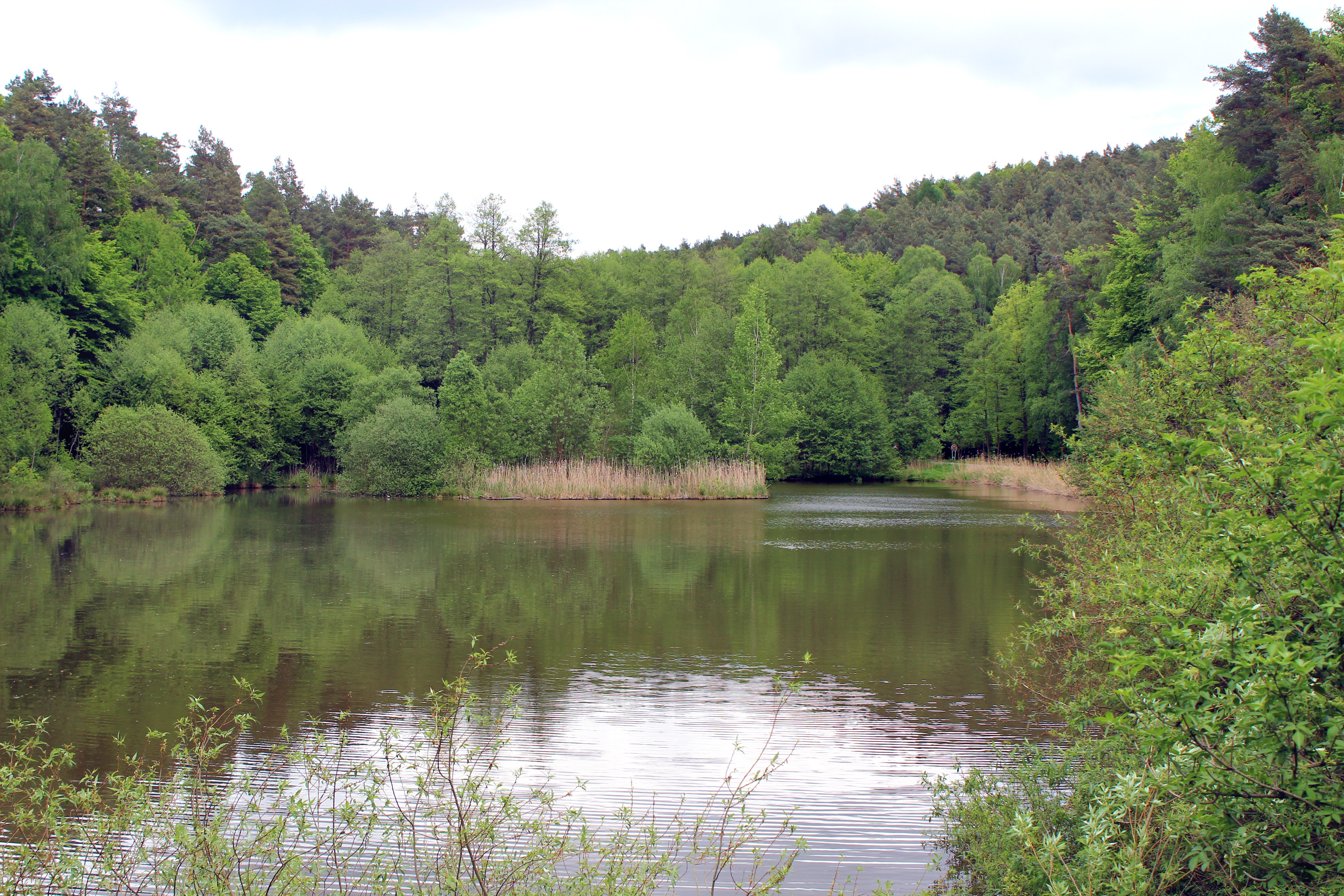
Tubožský rybník je součástí PP Prameny Pšovky
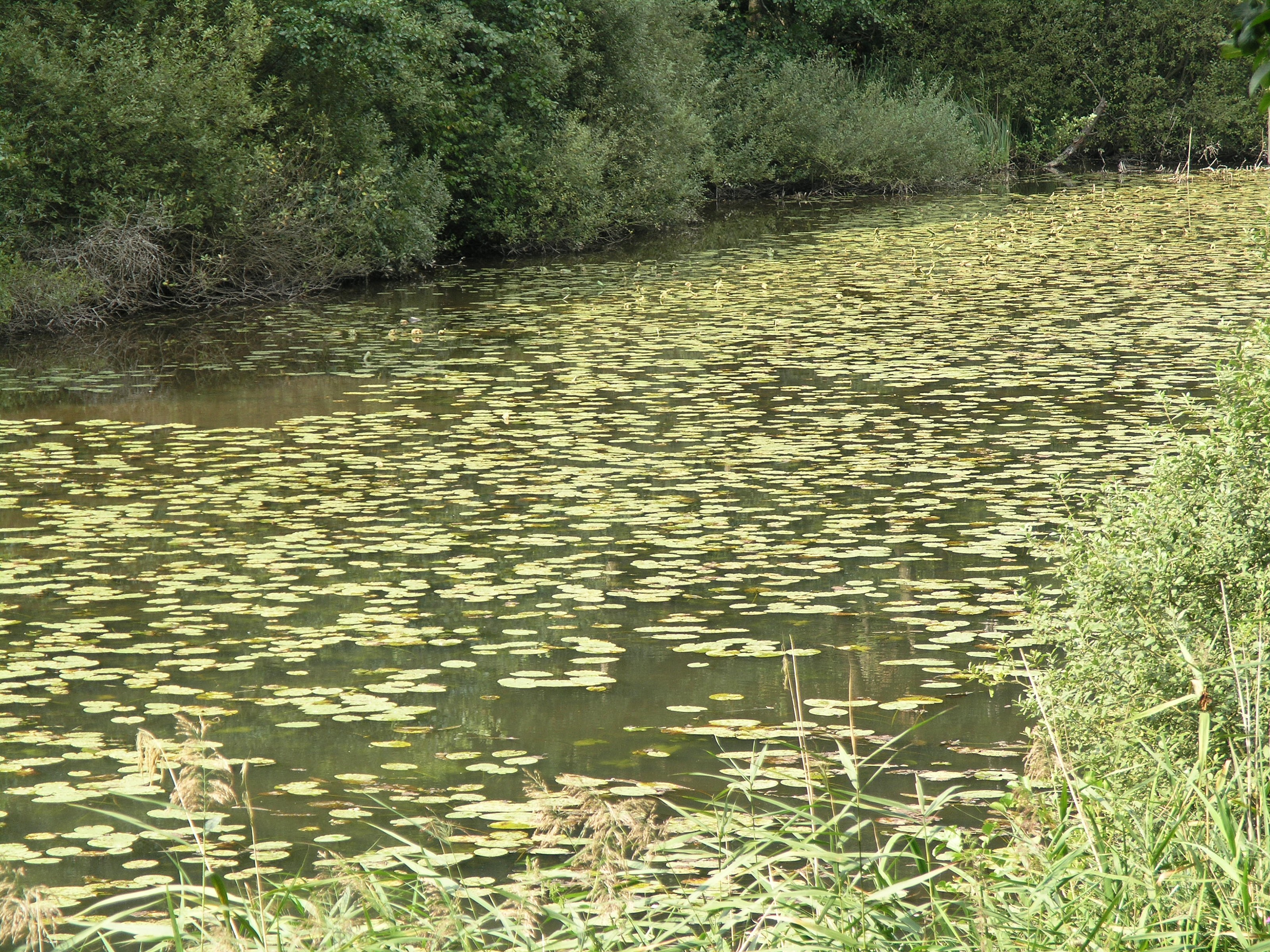
Hlučovská tůň
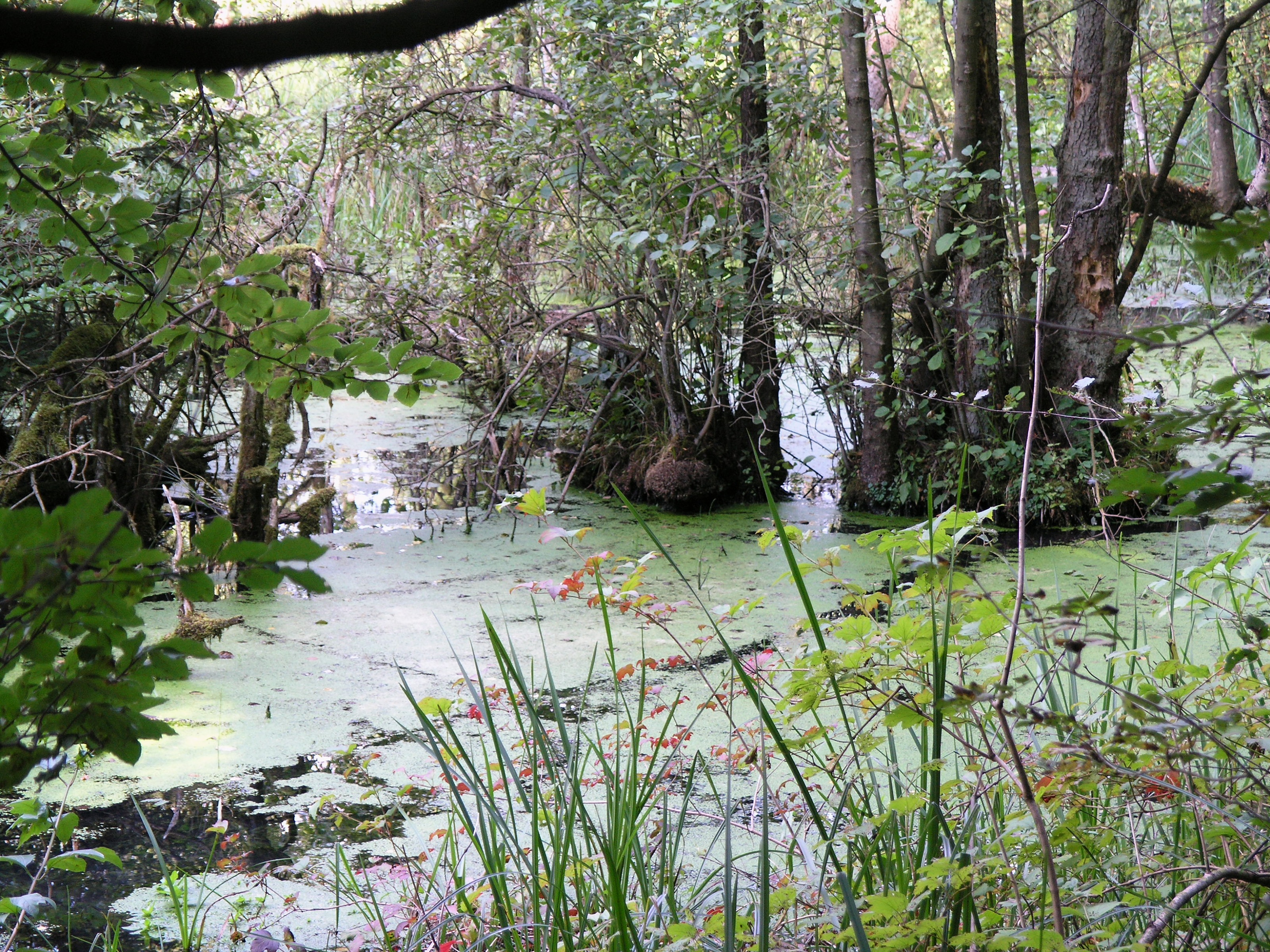
Mokřady jihozápadně od Vojtěchova